# Indianapolis 500 in 1959
De Indianapolis 500 1959 werd gehouden op 30 mei op het circuit van Indianapolis. Het was de tweede race van het seizoen. Het was ook een race die deel uitmaakte van het wereldkampioenschap Formule 1 in 1959.

## Uitslag
| Pos. | Grid | Nr. | Coureur           | Constructeur             | Kwalificatie (mijl / uur) | Rangschikking | Rondes | Leiding | Tijd / Oorzaak uitval | Punten |
| ---- | ---- | --- | ----------------- | ------------------------ | ------------------------- | ------------- | ------ | ------- | --------------------- | ------ |
| 1    | 6    | 5   | Rodger Ward       | Watson-Offenhauser       | 144,03                    | 7             | 200    | 130     | 3:40:49.20            | 8      |
| 2    | 3    | 16  | Jim Rathmann      | Watson-Offenhauser       | 144,43                    | 4             | 200    | 19      | + 0:23.28             | 6      |
| 3    | 1    | 3   | Johnny Thomson    | Lesovsky-Offenhauser     | 145,90                    | 1             | 200    | 40      | + 0:50.64             | 5S     |
| 4    | 15   | 1   | Tony Bettenhausen | Epperly-Offenhauser      | 142,72                    | 18            | 200    | 0       | + 1:47.09             | 3      |
| 5    | 16   | 99  | Paul Goldsmith    | Epperly-Offenhauser      | 142,67                    | 19            | 200    | 0       | + 2:06.44             | 2      |
| 6    | 11   | 33  | Johnny Boyd       | Epperly-Offenhauser      | 142,81                    | 16            | 200    | 0       | + 3:16.98             |        |
| 7    | 12   | 37  | Duane Carter      | Kurtis Kraft-Offenhauser | 142,79                    | 17            | 200    | 0       | + 4:09.92             |        |
| 8    | 8    | 19  | Eddie Johnson     | Kurtis Kraft-Offenhauser | 144,00                    | 9             | 200    | 0       | + 4:10.53             |        |
| 9    | 27   | 45  | Paul Russo        | Kurtis Kraft-Offenhauser | 142,38                    | 22            | 200    | 0       | + 4:11.04             |        |
| 10   | 17   | 10  | A.J. Foyt         | Kuzma-Offenhauser        | 142,64                    | 20            | 200    | 0       | + 4:14.48             |        |
| 11   | 9    | 88  | Gene Hartley      | Kuzma-Offenhauser        | 143,57                    | 10            | 200    | 0       | + 5:42.48             |        |
| 12   | 7    | 74  | Bob Veith         | Moore-Offenhauser        | 144,02                    | 8             | 200    | 0       | + 6:09.73             |        |
| 13   | 23   | 89  | Al Herman         | Dunn-Offenhauser         | 141,93                    | 29            | 200    | 0       | + 6:40.40             |        |
| 14   | 13   | 66  | Jimmy Daywalt     | Kurtis Kraft-Offenhauser | 144,68                    | 3             | 200    | 0       | + 6:41.54             |        |
| 15   | 21   | 71  | Chuck Arnold      | Kurtis Kraft-Offenhauser | 142,11                    | 24            | 200    | 0       | + 8:19.86             |        |
| 16   | 33   | 58  | Jim McWithey      | Kurtis Kraft-Offenhauser | 141,21                    | 33            | 200    | 0       | + 11:41.69            |        |
| 17   | 2    | 44  | Eddie Sachs       | Kuzma-Offenhauser        | 145,42                    | 2             | 182    | 0       | Spin                  |        |
| 18   | 28   | 57  | Al Keller         | Kuzma-Offenhauser        | 142,05                    | 27            | 163    | 0       | Motor                 |        |
| 19   | 18   | 64  | Pat Flaherty      | Watson-Offenhauser       | 142,39                    | 21            | 162    | 11      | Ongeluk               |        |
| 20   | 4    | 73  | Dick Rathmann     | Watson-Offenhauser       | 144,24                    | 5             | 150    | 0       | Brand                 |        |
| 21   | 30   | 53  | Bill Cheesbourg   | Kuzma-Offenhauser        | 141,78                    | 30            | 147    | 0       | Magneet               |        |
| 22   | 25   | 15  | Don Freeland      | Kurtis Kraft-Offenhauser | 143,05                    | 14            | 136    | 0       | Magneet               |        |
| 23   | 32   | 49  | Ray Crawford      | Elder-Offenhauser        | 141,34                    | 32            | 115    | 0       | Ongeluk               |        |
| 24   | 10   | 9   | Don Branson       | Phillips-Offenhauser     | 143,31                    | 12            | 112    | 0       | Ophanging             |        |
| 25   | 24   | 65  | Bob Christie      | Kurtis Kraft-Offenhauser | 143,24                    | 13            | 109    | 0       | Motor                 |        |
| 26   | 5    | 48  | Bobby Grim        | Kurtis Kraft-Offenhauser | 144,22                    | 6             | 85     | 0       | Magneet               |        |
| 27   | 14   | 24  | Jack Turner       | Christensen-Offenhauser  | 143,47                    | 11            | 47     | 0       | Benzinelek            |        |
| 28   | 29   | 47  | Chuck Weyant      | Kurtis Kraft-Offenhauser | 141,95                    | 28            | 45     | 0       | Ongeluk               |        |
| 29   | 19   | 7   | Jud Larson        | Kurtis Kraft-Offenhauser | 142,29                    | 23            | 45     | 0       | Ongeluk               |        |
| 30   | 31   | 77  | Mike Magill       | Sutton-Offenhauser       | 141,48                    | 31            | 45     | 0       | Ongeluk               |        |
| 31   | 26   | 87  | Red Amick         | Kurtis Kraft-Offenhauser | 142,92                    | 15            | 45     | 0       | Ongeluk               |        |
| 32   | 22   | 8   | Len Sutton        | Lesovsky-Offenhauser     | 142,10                    | 26            | 34     | 0       | Ongeluk               |        |
| 33   | 20   | 6   | Jimmy Bryan       | Epperly-Offenhauser      | 142,11                    | 25            | 1      | 0       | Motor                 |        |

## Noot
- Dit was het debuut in het Formule 1 Wereldkampioenschap voor de Amerikaanse coureurs Red Amick, Chuck Arnold, Don Branson, Russ Congdon, Chuck Daigh, Bobby Grim, Ralph Ligouri, Johnny Moorhouse, Jim Packard, Chuck Rodee, Bob Schroeder, en Wayne Weiler.
- Eerste pole position, snelste ronde en podiumplaats voor Johnny Thomson. Tevens was het de tiende pole position voor een Amerikaanse coureur.
- Eerste rondes als raceleider, podiumplaats en Grand Prix-winst voor Rodger Ward. Tevens was het de tiende Grand Prix-winst voor een Amerikaanse coureur.

Grand Prix Formule 1 van de Verenigde Staten: 1908 · 1910 · 1911 · 1912 · 1914 · 1915 · 1916 · 1959 · 1960 · 1961 · 1962 · 1963 · 1964 · 1965 · 1966 · 1967 · 1968 · 1969 · 1970 · 1971 · 1972 · 1973 · 1974 · 1975 · 1976 · 1977 · 1978 · 1979 · 1980 · 1989 · 1990 · 1991 · 2000 · 2001 · 2002 · 2003 · 2004 · 2005 · 2006 · 2007 · 2012 · 2013 · 2014 · 2015 · 2016 · 2017 · 2018 · 2019 · 2021 · 2022 · 2023 · 2024 · 2025 · 2026

Indianapolis 500: 1950 · 1951 · 1952 · 1953 · 1954 · 1955 · 1956 · 1957 · 1958 · 1959 · 1960

Grand Prix Formule 1 van de Verenigde Staten West: 1976 · 1977 · 1978 · 1979 · 1980 · 1981 · 1982 · 1983

Grand Prix Formule 1 van Las Vegas: 1981 · 1982 · 2023 · 2024 · 2025

Grand Prix Formule 1 van de Verenigde Staten Oost: 1982 · 1983 · 1984 · 1985 · 1986 · 1987 · 1988

Grand Prix Formule 1 van Dallas: 1984

Grand Prix Formule 1 van Miami: 2022 · 2023 · 2024 · 2025 · 2026 · 2027 · 2028 · 2029 · 2030 · 2031
1911 · 1912 · 1913 · 1914 · 1915 · 1916 · 1917 · 1918 · 1919 · 1920 · 1921 · 1922 · 1923 · 1924 · 1925 · 1926 · 1927 · 1928 · 1929 · 1930 · 1931 · 1932 · 1933 · 1934 · 1935 · 1936 · 1937 · 1938 · 1939 · 1940 · 1941 · 1942 · 1943 · 1944 · 1945 · 1946 · 1947 · 1948 · 1949 · 1950 · 1951 · 1952 · 1953 · 1954 · 1955 · 1956 · 1957 · 1958 · 1959 · 1960 · 1961 · 1962 · 1963 · 1964 · 1965 · 1966 · 1967 · 1968 · 1969 · 1970 · 1971 · 1972 · 1973 · 1974 · 1975 · 1976 · 1977 · 1978 · 1979 · 1980 · 1981 · 1982 · 1983 · 1984 · 1985 · 1986 · 1987 · 1988 · 1989 · 1990 · 1991 · 1992 · 1993 · 1994 · 1995 · 1996 · 1997 · 1998 · 1999 · 2000 · 2001 · 2002 · 2003 · 2004 · 2005 · 2006 · 2007 · 2008 · 2009 · 2010 · 2011 · 2012 · 2013 · 2014 · 2015 · 2016 · 2017 · 2018 · 2019 · 2020 · 2021 · 2022 · 2023 · 2024